# Carello
 (signalé en mai 2025).
Si vous disposez d'ouvrages ou d'articles de référence ou si vous connaissez des sites web de qualité traitant du thème abordé ici, merci de compléter l'article en donnant les références utiles à sa vérifiabilité et en les liant à la section « Notes et références ».
- Archive Wikiwix
- Bing
- Cairn
- DuckDuckGo
- E. Universalis
- Gallica
- Google
- G. Books
- G. News
- G. Scholar
- Persée
- Qwant
- (zh) Baidu
- (ru) Yandex
- (wd) trouver des œuvres sur Wikidata

La société Carello S.p.A. était un célèbre fabricant italien de phares pour voitures.
La société a été créée en 1876 à Turin, elle commença son activité, à l'époque, par la fabrication de lampes pour diligences. Très rapidement avec l'avènement de la voiture à la fin du XIXe siècle, l'entreprise se tournera vers ce secteur en devenant un leader du secteur.
Jusqu'à la Première Guerre mondiale, Carello ne fournira ses produits qu'aux constructeurs italiens. Entre les deux guerres, Carello fabriqua également des klaxons, devenus obligatoires avec le code de la route. Ce n'est qu'au lendemain de la Seconde Guerre mondiale que la réputation de la marque lui ouvrit les portes des meilleurs constructeurs mondiaux.
Le grand essor de la marque qui la fera connaître du grand public dans les années 1970 avec sa grande suprématie dans les phares additionnels pour les voitures de rallyes. Les spécialistes se souviennent tous des fameux Carello Megalux installés sur les Lancia.
Au milieu des années 1980, la société comptait plus de 2000 salariés en Italie, des usines filiales dans une vingtaine de pays dont l'ex URSS et le Japon, et avait un chiffre d'affaires de plus de 105 milliards de £ires soit plus de 120 millions d'euros actuels (2010).
La société sera rachetée en 1987 par son éternel concurrent italien Magneti Marelli qui intégrera ce spécialiste de l'éclairage dans sa division Automotive Lighting.